# Roststjärtad skräddarfågel
Roststjärtad skräddarfågel (Orthotomus sericeus) är en fågel i familjen cistikolor inom ordningen tättingar.

## Utseende och läte
Roststjärtad skräddarfågel är en typisk skräddarfågel, en aktiv långnäbbad sångare med ofta rest stjärt. Ovansidan är grå, undersidan vit, med orangebrun hjässa och stjärt. Olikt liknande askgrå skräddarfågeln, som har grå stjärt, är hane och hona i princip lika. Bland lätena hörs nasala “dee-dee-dee-dee” och en udda ekande ton som låter likt en vattendroppe. Sången är repetativ, högljudd och ringande i tonen.

## Utbredning och systematik
Roststjärtad skräddarfågel förekommer i Sydostasien, från Myanmar till Filippinerna och Indonesien. Den delas in i tre underarter med följande utbredning:
- Orthotomus sericeus hesperius – förekommer från Myanmar till Thailand, Malaysia, Sumatra, Riau och Lingga
- Orthotomus sericeus sericeus – förekommer på Borneo, kring Palawan samt i sydvästra Suluarkipelagen i södra Filippinerna
- Orthotomus sericeus rubicundulus – förekommer på Sirhassen Island (South Natuna-öarna)

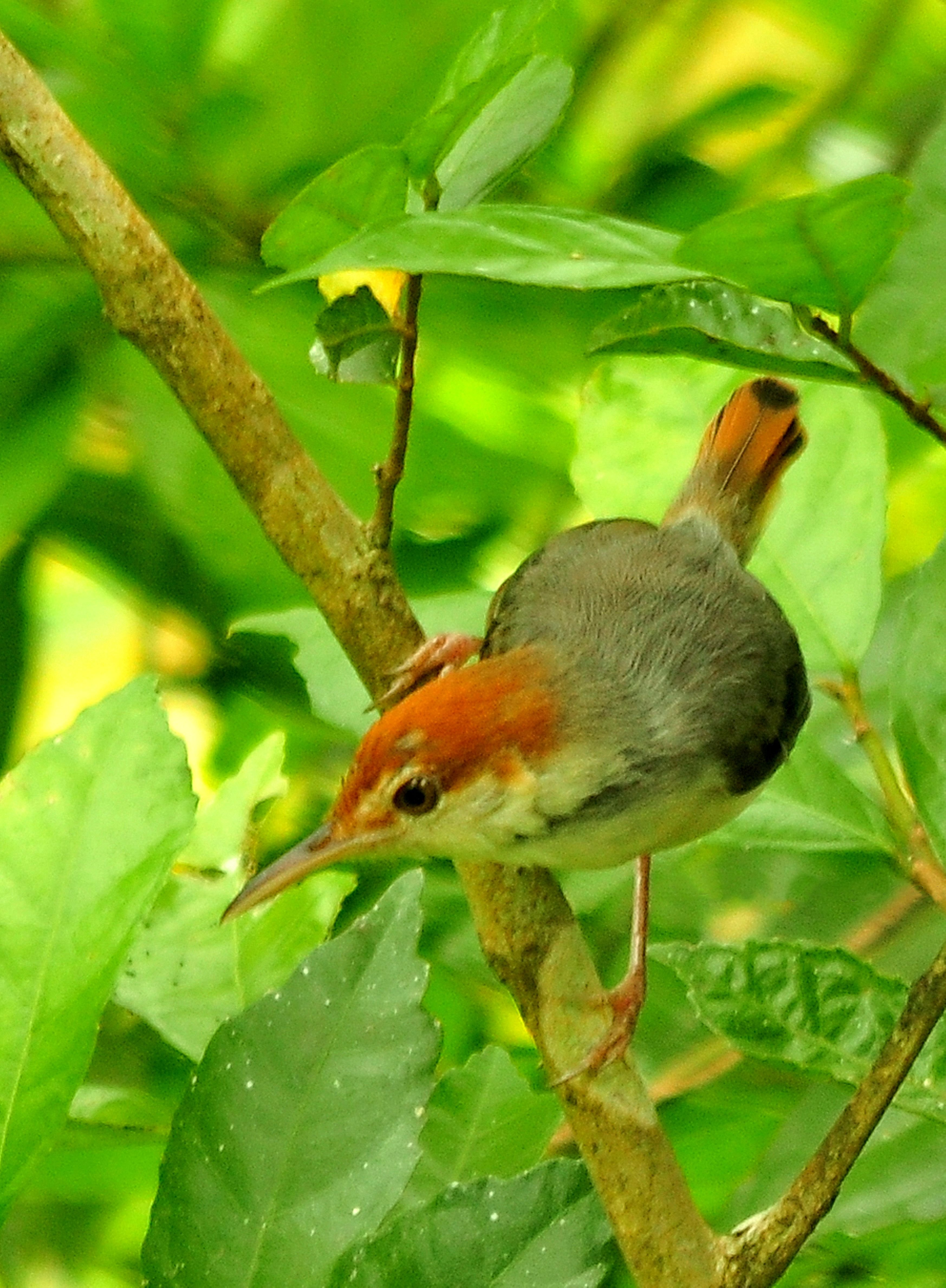
Roststjärtad skräddfågel av nominatformen.

### Familjetillhörighet
Cistikolorna behandlades tidigare som en del av den stora familjen sångare (Sylviidae). Genetiska studier har dock visat att sångarna inte är varandras närmaste släktingar. Istället är de en del av en klad som även omfattar timalior, lärkor, bulbyler, stjärtmesar och svalor. Idag delas därför Sylviidae upp i ett antal familjer, däribland Cisticolidae.

## Levnadssätt
Roststjärtad skräddarfågel hittas i öppen skog och skogsbryn, inklusive snåriga trädgårdar och fältkanter, där den håller sig gömd i tät vegetation. Den kan dock ofta ses göra utfall mot flygande insekter från en låg sittplats, likt en flugsnappare.

## Status
Arten har ett rätt stort utbredningsområde och beståndet anses stabilt. Internationella naturvårdsunionen IUCN listar den därför som livskraftig (LC).